# ファンデーション (化粧品)

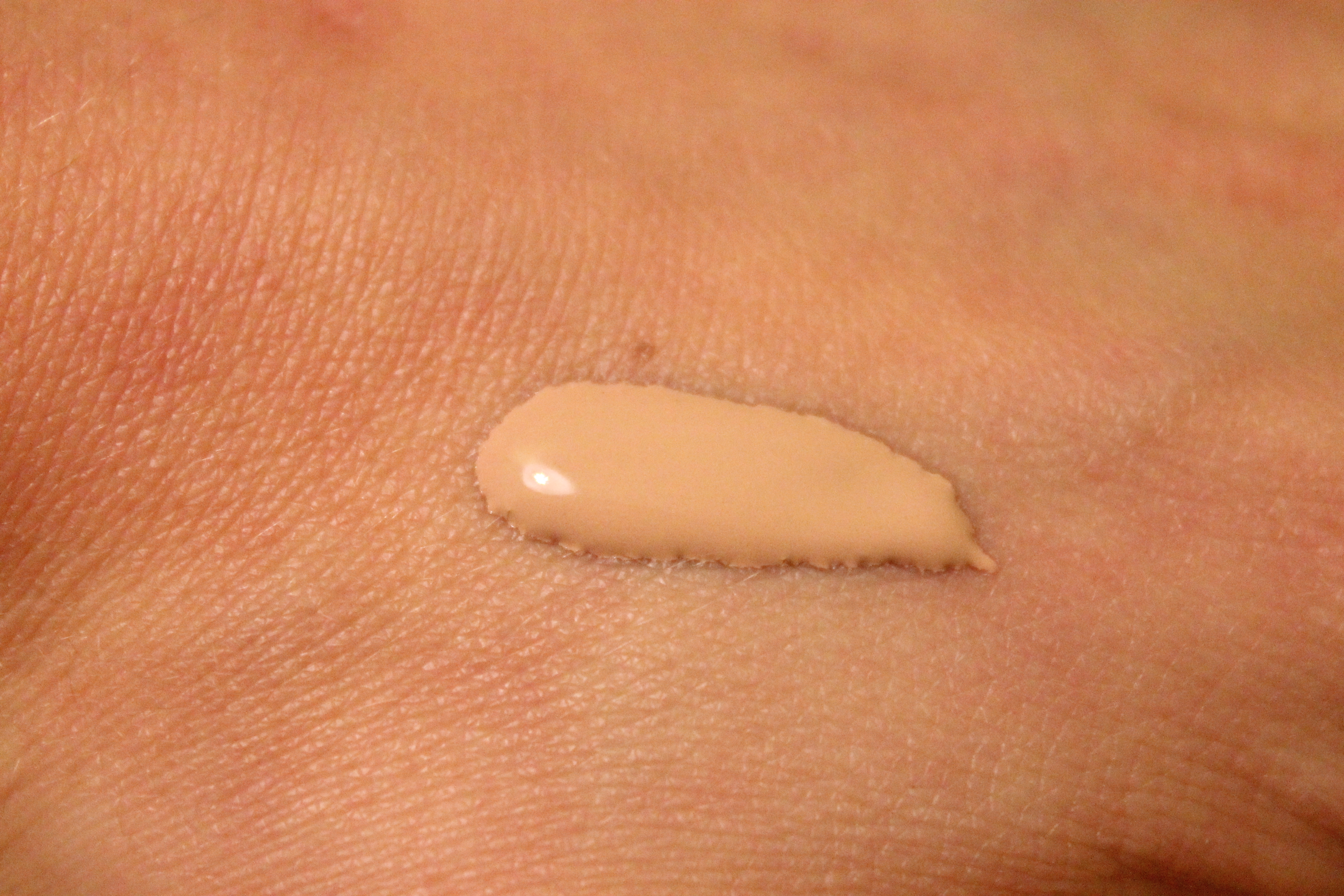
肌に乗せたリキッドファンデーション

ファンデーション（英: foundation）とは、化粧品の一種であり、茶色の顔料を含む素材を顔全体に塗り、シミ、そばかす、ほくろなどを覆い隠して肌の表面を均等に整える役目を持つ製品である。日本商品分類では化粧下地の一種として分類されている。
西洋でのドーランが元祖であり、日本において似た物として、かつてはおしろい（白粉）がこの役目を担っていた。

## 構造
クリームや乳液と同様の油性の基剤に、日本で言う肌色を補うための顔料を加えた製品が一般的である。紫外線をカットしたり、肌の乾燥を抑えたりするための成分が含まれていることもある。

## 主な種類

### ケーキタイプ
顔料の粒子の表面を、シリコーンなどの油性成分や、界面活性剤でコーティング処理し、その後に圧縮して固形にした製品である。通常はスポンジを使って肌に塗って使用する。パウダーファンデーションとも呼ばれる。日本の小林コーセー（後のコーセー）が世界で初めて開発した。
水ありタイプ
水を含ませたスポンジに取ると乳化され、塗った後に水分が蒸発することによって、乾燥して塗膜が残るタイプ。リキッドタイプ（後述）に近い使用感を得ることができる。
水なしタイプ
スポンジを濡らさずに使用するタイプ。ファンデーション自体に含まれる油性成分はやや少な目であり、薄く付けることができる。
2WAYタイプ
スポンジを濡らしても濡らさなくても使用できる。季節や使用者の好みで、水を使用するかどうか選択できる。

### パウダータイプ
粉状の製品で、通常はブラシやパフで肌に塗って使う。おしろいと使用法は同じである。化粧下地などで肌に油分を与えてから塗る。肌自体の皮脂で肌に密着するように設計された製品もある。
ミネラルファンデーション
マイカ、酸化チタン、酸化鉄、酸化亜鉛などを主成分にしたパウダーファンデーション。天然に産出する鉱物のみで作られて、油分や添加物を含まないことを売りにしている製品が多い。1970年代にアメリカ合衆国で広まった。

### クリームタイプ
油性成分がクリーム状の製品で、クリームファンデーションと呼ばれる。スポンジで塗る他にも、指で直接塗ったり、ヘラで塗布する製品もある。

### リキッドタイプ
油性成分が液状の製品で、リキッドファンデーションと呼ばれる。スポンジやブラシで塗る他にも、指で直接塗ったりすることがある。肌に吹き付ける、スプレータイプの製品もある。顔料の粒子がより多くの油性成分で囲まれているため、ケーキタイプと比べて伸びが良く、肌色のカバー効果が高い。耐水性や耐油性にも優れているが、厚塗りになりやすく肌のトラブルを起こし易い。油性成分を減らして、水性の基剤を用いた製品もある。

### クッションファンデーション
リキッドファンデーションがクッションのように弾力性のあるスポンジにしみこんだ状態でコンパクトに設置されているファンデーションのこと。

### その他
- ドーラン - 演劇などのメイクで使われる、非常に濃厚な油性の練りおしろい。
- コンシーラー - 濃度が高くカバー力の強い、部分用のファンデーション（conceal：隠匿）。スティック状やクリーム状などがある。ニキビ跡・シミ・クマなど、特に隠したい部分に塗る。ファンデーションと併用する際は、ファンデーションより先に塗るか後に塗るか、製品により適切な使用方法は異なるがリキッドファンデーションの後や、パウダーファンデーションの前に使用する方法もある。
- フェイスパウダー - ファンデーションの仕上げに使う。顔の陰影を強調する。
- 水おしろい - 粉おしろいを、化粧水や乳液に溶かした物。現代日本では舞妓などの化粧に使用される。